# 三国志英傑伝 関羽
『三国志英傑伝 関羽』（さんごくしえいけつでん かんう、原題：關雲長）は、2011年の中国映画。『三国志演義』に登場する劉備の部下の武将・関羽の「過五関、斬六将」のエピソードを描いている。DVD邦題は『KAN-WOO/関羽 三国志英傑伝』。

## あらすじ
赤壁の戦いの数年前のこと。劉備軍の武将であった関羽は、劉備の妻らとともに敵である曹操に捕らわれていた。関羽は捕虜でありながらも、袁紹軍に対して劣勢であった曹操軍の手助けをし、白馬の戦いで勝利をおさめる。曹操は様々な手を尽くし関羽に再三配下に入るよう説得するが、関羽は断固として劉備の元へ戻ることを願っていた。曹操もそれを認め、部下の警戒心をよそに先に劉備の妻などを返した後、関羽が5つの関所を通行手形なしで通過できるよう命じた。関羽は、間もなく劉備の側室となる女性・綺蘭ひとりを連れ主君の元へと向かうが、通過しなければならない関所で曹操の部下である6人の武将から命を狙われることになる。

## キャスト
- 関羽：ドニー・イェン（日本語吹替：津田健次郎）
- 曹操：チアン・ウェン（日本語吹替：田中正彦）
- 綺蘭：スン・リー（日本語吹替：佐古真弓）
- 漢・献帝：ワン・ポーチエ
- 孔秀：アンディ・オン（日本語吹替：佐藤芳洋）
- 韓福：ニエ・ユアン
- 孟坦：ヘイ・ツー
- 卞喜：イー・カイレイ
- 王植：ワン・シュエビン
- 秦琪：リー・ツォンハン
- 普浄：ジョウ・ボー
- 劉備：アレックス・フォン
- 荀攸：ドン・ヨン
- 張遼：シャオ・ビン
- 顔良：チン・シュウホウ

## スタッフ
- 監督：フェリックス・チョン、アラン・マック
- 脚本：フェリックス・チョン、アラン・マック
- 製作総指揮：リー・ジンフア、リャン・ティン、レン・チュンルン
- 製作：リャン・ティン、チン・リャン、ワン・チアンユン
- 撮影：チャン・チーイン
- 音楽：ヘンリー・ライ
- アクション監督：ドニー・イェン
- スタントコーディネーター：イム・ワー
- アシスタント・スタントコーディネーター：谷垣健治、トニー・タン